# Chołzun
Chołzun (kaz., ros.: Холзун), także Korżyntau (kaz.: Қоржынтау) – pasmo górskie w zachodniej części Ałtaju, na granicy Kazachstanu i Rosji. Rozciąga się na długości ok. 100 km i stanowi dział wodny między zlewniami prawych dopływów Buktyrmy i Koksy (dopływ Katuni). Najwyższy szczyt wznosi się 2599 m n.p.m. Pasmo zbudowane jest ze skał metamorficznych z intruzjami granitowymi. Do wysokości 2000–2100 m n.p.m. występuje tajga sosnowo-modrzewiowa. W wyższych partiach dominują łąki subalepjskie i tundra górska.